# Norman Lloyd

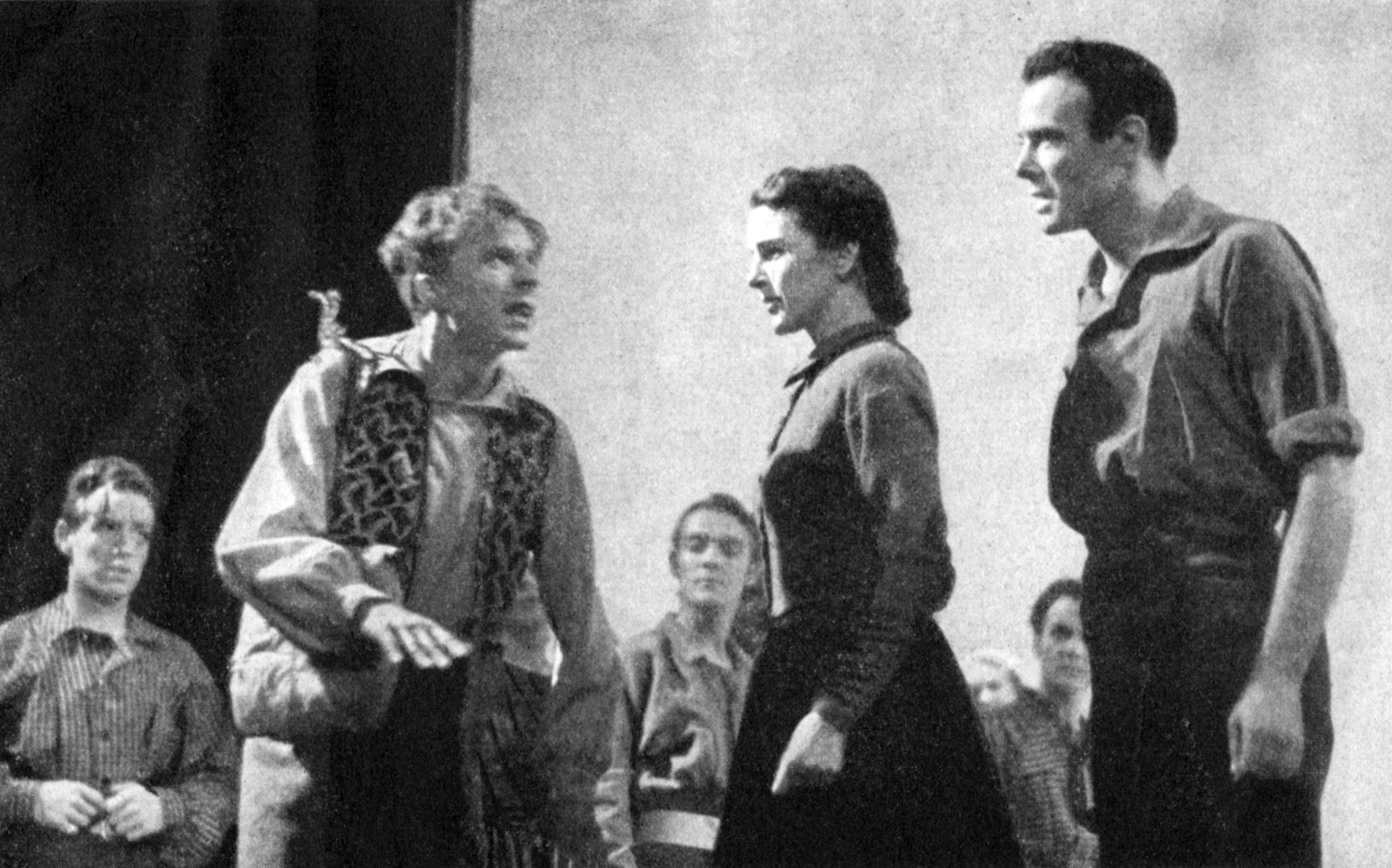
Norman Lloyd, Katherine Emery i Dean Jagger w spektaklu Everywhere I Roam (1939)

Norman Lloyd (właśc. Norman Perlmutter; ur. 8 listopada 1914 w Jersey City, zm. 11 maja 2021 w Los Angeles) – amerykański aktor, reżyser oraz producent filmowy, który pozostawał aktywny w branży filmowej nieprzerwanie od końca lat 30. XX wieku.

## Życiorys
Przygodę z aktorstwem rozpoczął w Nowym Jorku, gdzie uczęszczał do szkoły. Debiutował w Civic Repertory Theatre Evy Le Gallienne. Później grał w Mercury Theatre, stworzonym przez Orsona Wellesa i Johna Housemana. W 1938 zadebiutował na scenach Broadwayu.
Na początku lat 40. przybył do Hollywood. Pierwsze role zagrał w filmach Alfreda Hitchcocka: Sabotaż (1942) oraz Urzeczona (1945). Współpraca z Hitchcockiem zaowocowała ich długoletnią przyjaźnią. W późniejszych latach Lloyd wyreżyserował kilka odcinków seriali: Alfred Hitchcock przedstawia (1955–1962) i Spotkanie z Alfredem Hitchcockiem (1962–1965). Inne znaczące pozycje w początkach jego kariery to m.in. filmy: Morderca (1951; reż. Joseph Losey) i Światła rampy (1952) w reżyserii Charliego Chaplina. W latach 60. i 70. poświęcił się głównie pracy dla telewizji. Na duży ekran powrócił pojawiając się w tak głośnych filmach jak: Stowarzyszenie Umarłych Poetów (1989; reż. Peter Weir) czy Wiek niewinności (1993; reż. Martin Scorsese).
Lloyd miał na swoim koncie ok. 60 filmowych ról, a także kilkadziesiąt występów w serialach telewizyjnych. Zajmował się również reżyserią i produkcją telewizyjną.
Był żonaty z Peggy Lloyd, która zmarła 30 sierpnia 2011, w wieku 98 lat. Małżeństwo trwało 75 lat.
Zmarł 11 maja 2021, w wieku 106 lat.

## Filmografia

### Filmy
- Sabotaż (1942) jako Frank Fry
- Urzeczona (1945) jako pan Garmes

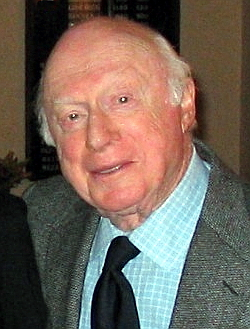
Norman Lloyd (2007)

- Młoda wdowa (1946) jako Sammy Jackson
- Zielone lata (1946) jako Adam Leckie
- Kobieta bez skazy (1948) jako dr Sturdivant
- Płomień i strzała (1950) jako Apollo
- Morderca (1951; znany także pod tytułem – M) jako Sutro
- Światła rampy (1952) jako Bodalink
- Naga bomba (1980; znany także pod tytułem – Nagość ostateczna) jako Carruthers
- Amityville 4 – Ucieczka Diabła (1989) jako o. Manfred
- Stowarzyszenie Umarłych Poetów (1989) jako pan Nolan
- Szogun Mayeda (1991) jako o. Vasco
- Wiek niewinności (1993) jako pan Letterblair
- Rocky i Łoś Superktoś (2000) jako Wossamotta U. President
- Ocalić Nowy Jork (2000) jako Swenson, sekretarz obrony
- Siostry (2005) jako pan Sofield
- Wykolejona (2015) jako Norman

### Seriale telewizyjne
- Alfred Hitchcock przedstawia (1955–1962) jako porucznik (gościnnie); także reżyseria
- Spotkanie z Alfredem Hitchcockiem (1962–1965); reżyseria i produkcja
- Kojak (1973–1978) jako Harry Fine (gościnnie)
- Quincy (1976–1983) jako Cornelius Sumner (gościnnie)
- Strefa mroku (1985–1989) jako Merlin (gościnnie)
- Star Trek: Następne pokolenie (1987–1994) jako profesor Richard Galen (gościnnie)
- Skrzydła (1990–1997) jako „George” Lyle Bartlett (gościnnie)
- Kancelaria adwokacka (1997–2004) jako Asher Silverman (gościnnie)
- Misja w czasie (1998–2001) jako dr Isaac Mentnor
- Współczesna rodzina (2010) jako Donald (gościnnie, sezon 2, odc. 8)